# Remember (Big-Bang-Album)
Remember (koreanisch 2집 Remember) ist das zweite koreanische Studioalbum der Südkoreanischen Boyband Big Bang. Es erschien am 5. November 2008.

## Hintergrund
Big Bang veröffentlichte ihr erstes Studioalbum Bigbang Vol.1 im Dezember 2006. Zwischen 2006 und der Veröffentlichung im November 2008 erschienen vier EPs und ihr erstes japanische Studioalbum. Die erste Single des Albums Sunset Glow erschien zeitgleich mit dem Album. Die zweite Single, Strong Baby war ein Seungri Solo und erschien im Januar 2009.
Auf dem Album befinden sich elf Lieder, die zum Teil vorher auf den EPs erschienen sind. Big Bangs drittes koreanische Studioalben Made erschien im Dezember 2016.

## Charterfolge und Verkäufe
Remember erschien im November 2008, als die Music Industry Association of Korea Charts (MIAK Charts) nicht mehr veröffentlicht wurden. Die Chartplatzierung wurde aus den Gaon Charts entnommen, die seit 2010 existieren. Es konnte sich in der 15. Kalenderwoche des Jahres 2010 auf der 5 platzieren. Es konnte sich 229.646 verkaufen.
| ChartsChartplatzierungen | Höchstplatzierung | Wochen |
| ------------------------ | ----------------- | ------ |
| Südkorea (KMCA)          | 5 (79 Wo.)        | 79     |

## Titelliste
Auf dem Album befinden sich elf Lieder, die zu einem Großteil von G-Dragon geschrieben und produziert wurden. Zwei der Lieder sind Remixes und eines ist ein Akustik-Stück.
| Nr.          | Titel                                                        | Text                         | Musik                                                               |              | Länge |
| ------------ | ------------------------------------------------------------ | ---------------------------- | ------------------------------------------------------------------- | ------------ | ----- |
| 1.           | Intro (Everybody Scream) (모두 다 소리쳐; Modu Da Sorichyeo) | Kwon Ji-yong                 | Kwon Ji-yong · Kush                                                 |              | 1:4   |
| 2.           | Oh. Ah. Oh. (오. 아. 오.; O. A. O.)                          | Kwon Ji-yong                 | Kwon Ji-yong · John Larkin · Antonio Nunzio Catania · Park Hong-jun |              | 3:46  |
| 3.           | Sunset Glow (붉은 노을; Byulkeun Noeul)                      | Lee Hyung-hon · Kwon Ji-yong | Lee Hyung-hon · Kwon Ji-yong · Park Hong-jun                        |              | 3:24  |
| 4.           | Twinkle Twinkle (반짝 반짝; Banjjak Banjjak)                 | Kush                         | Kush                                                                |              | 3:38  |
| 5.           | Strong Baby (Seungri Solo)                                   | Kwon Ji-yong                 | JR Groove · Kwon Ji-yong                                            | JR Groove    | 3:43  |
| 6.           | Wonderful                                                    | Kwon Ji-yong                 | Kwon Ji-yong · Brave Brothers · Park Hong-jun                       |              | 3:28  |
| 7.           | Foolish Love (멍청한 사랑; Meongcheonghan Sarang)            | Kwon Ji-yong                 | Kush, Choi Kyusung                                                  |              | 4:02  |
| 8.           | Haru Haru (Acoustic Version) (하루하루; Haru Haru)           | Kwon Ji-yong                 | Kwon Ji-yong · Suzuki Daishi                                        |              | 4:41  |
| 9.           | Lies (Remix) (거짓말; Geojitmal)                             | Kwon Ji-yong                 | Kwon Ji-yong                                                        |              | 3:28  |
| 10.          | Last Farewell (Remix) (마지막 인사; Majimak Insa)            | Kwon Ji-yong                 | Kwon Ji-yong · Brave Brothers                                       |              | 4:02  |
| 11.          | Remember                                                     | Yang Hyun Suk                | Walt Anderson · Park Hong-jun                                       |              | 3:19  |
| Gesamtlänge: | Gesamtlänge:                                                 | Gesamtlänge:                 | Gesamtlänge:                                                        | Gesamtlänge: | 39:12 |

## Auszeichnungen
| Jahr | Auszeichner        | Kategorie          | Ausgang  |
| ---- | ------------------ | ------------------ | -------- |
| 2009 | Seoul Music Awards | Record of the Year | Gewonnen |